# (9915) Potanin
(9915) Potanin es un asteroide perteneciente al cinturón de asteroides, descubierto el 8 de septiembre de 1977 por Nikolái Stepánovich Chernyj desde el Observatorio Astrofísico de Crimea (República de Crimea).

## Designación y nombre
Designado provisionalmente como 1977 RD2. Fue nombrado Potanin en honor al geógrafo ruso, etnógrafo y publicista Grigorij Nikolaevich Potanin también fue explorador de Asia Central y Siberia que participó en varias expediciones a Mongolia, norte de China y el Tíbet.

## Características orbitales
Potanin está situado a una distancia media del Sol de 2,941 ua, pudiendo alejarse hasta 3,500 ua y acercarse hasta 2,382 ua. Su excentricidad es 0,190 y la inclinación orbital 3,199 grados. Emplea 1842 días en completar una órbita alrededor del Sol.

## Características físicas
La magnitud absoluta de Potanin es 13,3. Tiene 11,889 km de diámetro y su albedo se estima en 0,104.